# NGC 5270
NGC 5270 é uma galáxia espiral barrada (SBb) localizada na direcção da constelação de Virgo. Possui uma declinação de +04° 15' 45" e uma ascensão recta de 13 horas, 42 minutos e 10,9 segundos.
A galáxia NGC 5270 foi descoberta em 7 de Abril de 1828 por John Herschel.